# Melzi (Adelsgeschlecht)

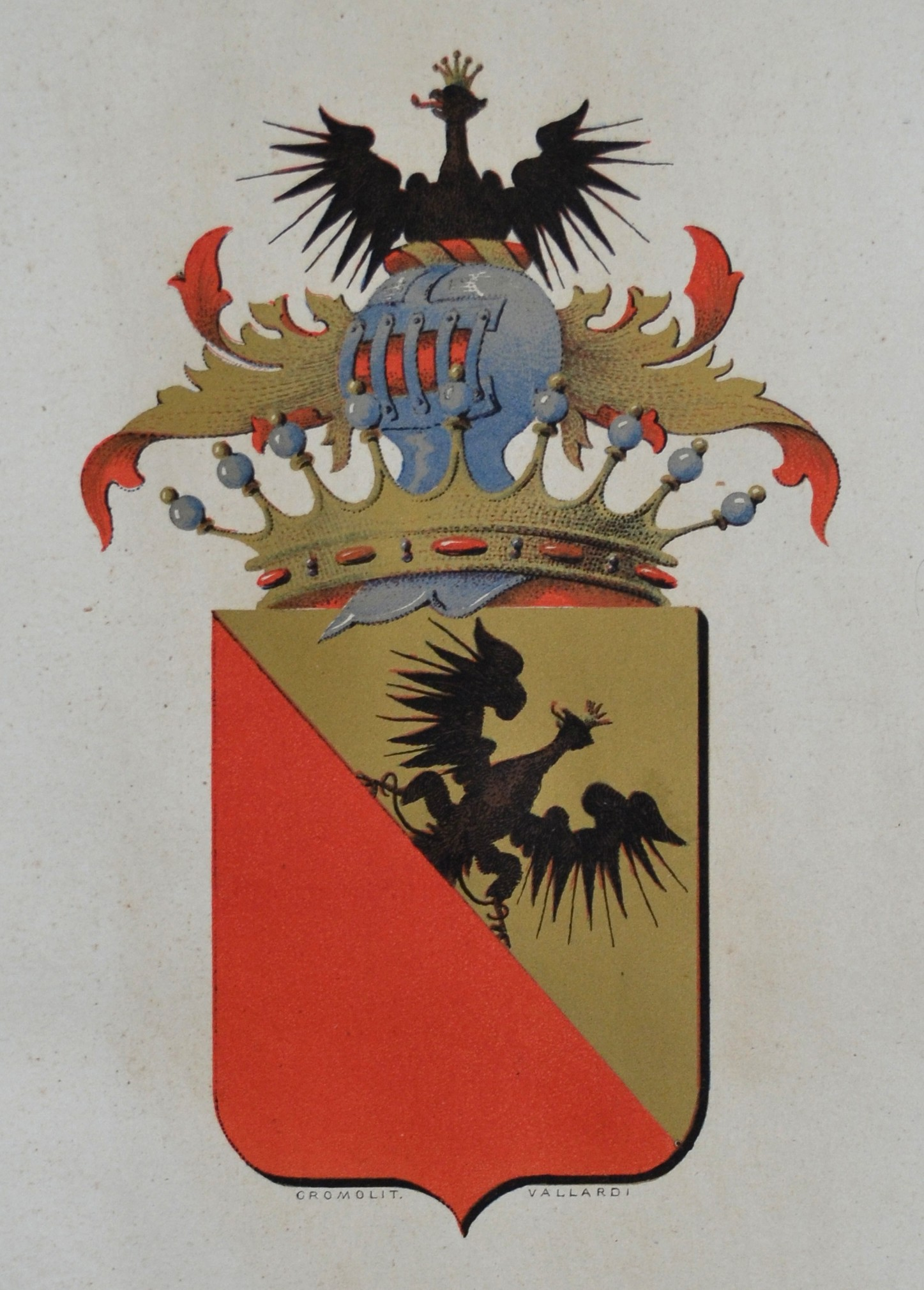
Stammwappen der Melzi, Grafen von Magenta

Melzi ist ein bis heute blühendes italienisches Adelsgeschlecht, das mit der Linie der Herzöge von Lodi dem Hochadel angehört.

## Geschichte

### Entwicklung bis zum 19. Jahrhundert
Die Familie Melzi ist ein Adelsgeschlecht aus Mailand, das im 14. Jahrhundert erstmals erwähnt wird und dem seit dem 15. Jahrhundert Besitz in Pontirolo Nuovo und in Vaprio d’Adda gehörte, wo Giovanni Melzi 1482 ein Schloss erbaute. 1468 wurden die Melzi Pfalzgrafen durch Diplom Kaiser Friedrichs III. und 1588 wurden sie ins Patriziat der Stadt Rom aufgenommen. Seit dem 17. Jahrhundert gehörte ihnen Magenta, weshalb sie seit 1619 den Titel Graf von Magenta führen. Vom 16. bis 18. Jahrhundert blieb die Villa Melzi in Magenta der Hauptwohnsitz. 1650 erwarben sie die Herrschaft Mozzanica und erhielten 1676 den Titel Marchese di Torricella. 1683 wurden sie in den Adel Reichsitaliens aufgenommen.

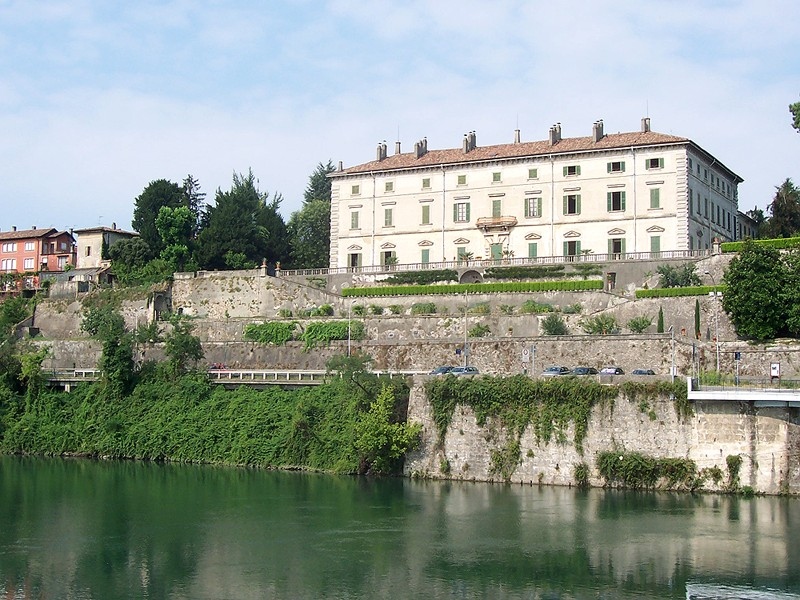
Villa Melzi in Vaprio d’Adda

Gerolamo Melzi beherbergte in seiner Villa in Vaprio d’Adda von 1511 bis 1513 Leonardo da Vinci, der in dieser Zeit für den Mailänder Hof arbeitete. Seine Entwürfe für einen Umbau der Villa wurden nicht realisiert, aber ein Madonnen-Fresco in der Villa wird ihm teilweise zugeschrieben. Nach Leonardos Tod stellte dessen Assistent und Erbe, Gerolamos Sohn Francesco Melzi, eine Sammlung von Schriften zusammen, die unter dem Namen Trattato della Pittura in verschiedenen Abschriften in akademischen Kreisen Italiens kursierten. Als Quelle verwendete Melzi achtzehn Notizbücher Leonardos. Er besaß auch zahlreiche mechanische Apparate sowie Zeichnungen Leonardos, die letzteren werden heute in der Biblioteca Ambrosiana und in der Royal Collection auf Schloss Windsor aufbewahrt. Die Villa Melzi in Vaprio d’Adda erhielt Ende des 16. Jahrhunderts ihre heutige Gestalt und wird noch heute von der Familie Melzi bewohnt.
Gaspare Melzi heiratete in der zweiten Hälfte des 18. Jahrhunderts die spanische Adlige Maria Teresa d’Eryl, nahm daraufhin den Namen Melzi d’Eril an und wurde 1750 zum spanischen Granden Erster Klasse ernannt, ferner zum Grafen von Eril, Markgrafen von Fonte Sacrata, Baron von Orcan und Herrn von Colsedilla.

### Francesco Melzi d’Eril und seine Nachfolger

Wappen des 1. Duca di Lodi im napoleonischen Königreich Italien

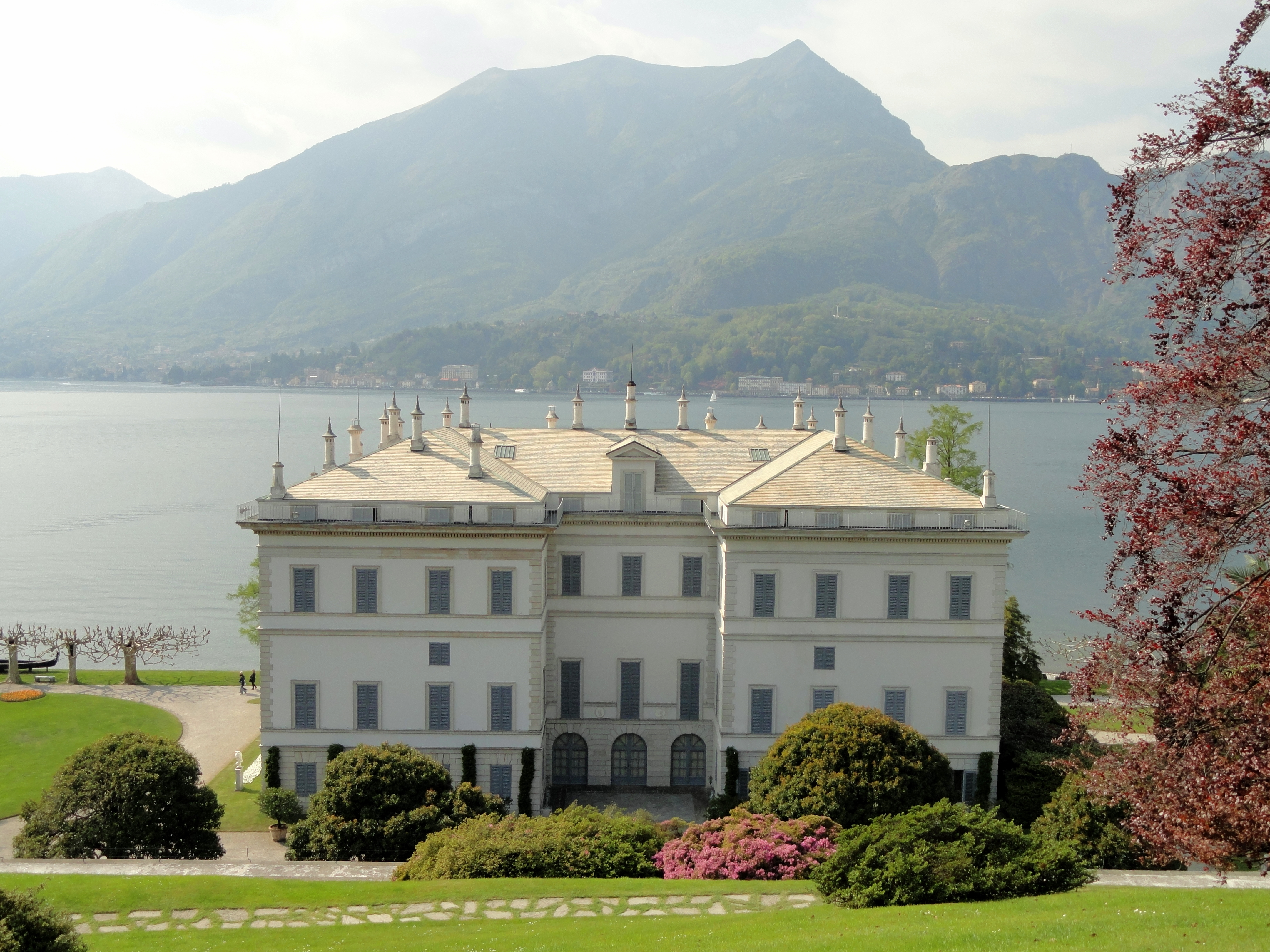
Villa Melzi in Bellagio, Comer See

Francesco Melzi d’Eril, 9. Conte di Magenta, Vizepräsident der von Napoleon gegründeten Italienischen Republik (1802–1805), dann Großkanzler des napoleonischen Königreichs Italien, war ein persönlicher Freund von Napoleon Bonaparte und erhielt von diesem in seiner Rolle als König von Italien im Jahr 1807 den erblichen Titel Duca di Lodi ("Herzog von Lodi"), in Erinnerung an die Schlacht bei Lodi von 1796. Er erwarb Ländereien in Correzzola und die Herrschaft Bellagio, wo er in den Jahren 1808–1810 die Villa Melzi erbauen ließ, die inmitten einer Gartenanlage direkt am Comer See liegt. Der Herzog verstarb 1816 ohne Kinder und seine Titel gingen auf seinen Neffen und Adoptivsohn Giovanni Francesco Melzi  (1788–1832) über. 
Der napoleonische Titel Duca di Lodi wurde diesem nach dem Wiener Kongress von der neuen österreichischen Landesherrschaft aberkannt und 1818 durch den Titel Duca Melzi d’Eril ersetzt, jedoch nahm sein Sohn Lodovico (1859–1886) den ursprünglichen Titel Duca di Lodi 1859 während des Zweiten Kaiserreichs wieder an und seine Nachfahren erhielten ihn 1890, 1913 und 1939 vom neuen Königreich Italien (1861–1946) bestätigt. 
Die Villa Melzi in Bellagio ging über Maria Luisa Melzi d’Eril auf ihren Sohn Tommaso Gallarati Scotti, Principe di Molfetta (1878–1966) über, dessen Nachkommen aus dem Fürstenhaus Gallarati Scotti sie noch gehört.

## Herzöge von Lodi und Grafen von Magenta
- Francesco Melzi d’Eril (1807–1816), 1. Duca di Lodi, 9. Conte di Magenta
- Giovanni Francesco Melzi d’Eril  (1788–1832), 2. Duca di Lodi, 11. Conte di Magenta
- Lodovico I. Melzi d’Eril (1859–1886), 3. Duca di Lodi, 12. Conte di Magenta
- Giovanni Melzi d’Eril (1886–1905), 4. Duca di Lodi, 13. Conte di Magenta
- Francesco II. Melzi d’Eril(1905–1935), 5. Duca di Lodi, 14. Conte di Magenta
- Benigno I. Melzi d’Eril (1935–1937), 6. Duca di Lodi, 15. Conte di Magenta
- Lodovico II. Melzi d’Eril (1937–1994), 7. Duca di Lodi, 16. Conte di Magenta
- Benigno II. Melzi d’Eril (seit 1994), 8. Duca di Lodi, 17. Conte di Magenta